# Fat Mattress
Fat Mattress byla anglická rocková hudební skupina, založená v Folkestone v roce 1968. Skupinu založil člen The Jimi Hendrix Experience Noel Redding.

## Diskografie

### Studiová alba
- Fat Mattress (1969)
- Fat Mattress II (1970)